# Fritz Wenninger
Johann Friedrich „Fritz“ Wenninger (* 5. Juni 1899 in Zuffenhausen; † 29. Oktober 1951 in Tübingen) war ein deutscher Sportler für Schwerathletik im Steinstoßen, Kugelstoßen, Hammerwurf, Gewichtwurf, Speerwurf, Ringen und Diskuswurf. Europameister im Steinstoßen, Hammerwurf, Diskuswurf, Kugelstoßen, Gewichtwurf, Kugelwurf und mehrfacher Deutscher Meister.

## Werdegang
Fritz Wenninger wuchs in Zuffenhausen auf, wo er bald in den Kraftsportverein (KSV) Zuffenhausen eintrat. Im Ersten Weltkrieg wurde er Marinesoldat in Wilhelmshaven, wo er laut Zeitzeugen täglich trainierte. Nach dem Ersten Weltkrieg stellten sich bei ihm rasch die ersten sportlichen Erfolge ein. 1919 wurde er württembergischer Meister im Gewichtheben (Schwergewichtsklasse)
Ab 1920 gewann er zahlreiche regionale Meisterschaften und am 13. Juni 1921 wurde Fritz Wenninger Europameister in Offenbach am Main im Steinstoßen (10,41 m) und im Gewichtwurf (Schwergewicht) und im August Deutscher Meister ebenfalls im Steinstoßen. In Offenbach am Main erreichte 1921 er bei der Europameisterschaft im Gewichtheben den 2. Platz nach Josef Straßberger. Am 7. August 1921 gewann er in Plauen die deutsche Meisterschaft im Gewichtwurf (19,46 m). Fritz Wenninger blieb Mitglied im Kraftsportverein Zuffenhausen, gehörte aber bald auch der Leichtathletikabteilung der Stuttgarter Kickers an und startete bei einigen Wettkämpfen auch für den Athletik-Club Herkules Pirmasens. 1922 wurde er in Duisburg Deutscher Meister im Kugelstoßen (Athletik-Club Herkules Pirmasens). Als erster Deutscher übertraf er im Kugelstoßen die 14-m-Marke und holte sich mit damals sensationellen 14,68 m eine weitere deutsche Meisterschaft. Darüber hinaus wurde ihm eine besondere Ehrung zuteil, als er bei erfolgreichen Wettkämpfen in Stockholm, Göteborg und Malmö einen damals sehr beachteten norwegischen Rekord aufstellte. Das Jahr 1923 brachte weitere Höhepunkte im Sportlerleben von Fritz Wenninger. So wurde er in Frankfurt dreifacher Deutscher Meister im Steinstoßen, Gewichtwurf und Kugelstoßen (Athletik-Club Herkules Pirmasens) und beim Leichtathletik-Länderkampf Deutschland – Schweiz gewann er das Kugelstoßen. Am 7. September 1924 gewann er in Neunkirchen (Saar) die Europameisterschaften im Diskuswurf, Kugelstoßen und Kugelwurf. In der ebenfalls stattfindenden Disziplin Speerwurf erreichte er den 2. Platz. Im selben Jahr gewann er in Mannheim die deutsche Meisterschaft im Steinstoßen. Am 2. August 1925 wurde er bei den Deutschen Kraftsport-Meisterschaften im Steinstoßen (Schwergewicht) Deutscher Meister. 1928 trat er für die Stuttgarter Kickers an und wurde Deutscher Meister im Hammerwurf. In dieser Disziplin blieb lange Zeit Rekordhalter mit 47,34 m.
Bei den Deutschen Rasenkraftsport-Meisterschaften im August 1930 in Regensburg erreichte er im Fünfkampf mit 288 Punkten den 1. Preis. Am 23. August 1931 erhielt er bei der Deutschen Meisterschaft für Rasenkraftsport in Zuffenhausen den 1. Preis im Fünfkampf. Bei den Deutschen Rasenkraftsportmeisterschaften am 10. September 1933 in Neuaubing wurde „Wenninger aus Württemberg“, wie er oft genannt wurde, Sieger im Hammerwurf (Schwergewicht) und gewann den Dreikampf im Schwergewicht mit 291 Punkten. Neben den oben erwähnten Europameisterschaften erreichte er insgesamt 15 deutsche Meisterschaftstitel.
1932 war er auf der reichsdeutschen Teilnehmerliste für die olympischen Spiele in Los Angeles gemeldet. Leider zog sich der damalige Inhaber des Crailsheimer Hofes in Stuttgart-West kurz zuvor eine Handverletzung zu, weshalb er die Teilnahme absagen musste.
1936 nahm er als Betreuer der deutschen Schwerathleten, vor allem Ringer und Gewichtheber, an den Olympischen Spielen in Berlin teil.
1940 wurde Fritz Wenninger zur Kriegsmarine nach Wilhelmshaven eingezogen. Als er 1945 nach Stuttgart zurückkehrte, lag der Crailsheimer Hof, wie große Teile der Stuttgarter Innenstadt in Trümmern und er zog mit seiner Frau Bertha, geborene Bühler (Heirat 1933) und seiner Tochter Lore (1957 Heirat mit Manfred Spieth) nach Reusten im Ammertal, wo er den Gasthof Lamm der Schwiegereltern übernahm. Ende der 1940er Jahre trug er eigenhändig einen Ausläufer des Wolfsbergs ab, um einen Festsaal bauen zu können. Die abgebrochene hohe Felswand hinter dem Gasthaus ist heute noch sichtbar.
Kurz nach Erbauung des Festsaales erkrankte er schwer. Als er 1951 in einer Tübinger Klinik starb, kamen Sportkameraden und Freunde aus der ganzen Bundesrepublik und auch aus dem benachbarten Ausland zu seiner Trauerfeier.

## Europameisterschaften
- 1921, Steinstoßen, 1. Platz, 10,41 m, EM in Offenbach am Main, KSV Zuffenhausen
- 1921, Gewichtwurf, 1. Platz (Schwergewicht), EM in Offenbach am Main, KSV Zuffenhausen
- 1921, Gewichtheben 2. Platz, nach Josef Straßberger, EM in Offenbach am Main, KSV Zuffenhausen
- 1924, Diskuswurf, 1. Platz, Neunkirchen (Saar), KSV Zuffenhausen
- 1924, Kugelstoßen, 1. Platz, Neunkirchen (Saar), KSV Zuffenhausen
- 1924, Kugelwurf, 1. Platz Neunkirchen (Saar), KSV Zuffenhausen
- 1924, Speerwurf, 2. Platz Neunkirchen (Saar), KSV Zuffenhausen